# Keith Vreeland
Keith A. Vreeland (* 1937 oder 1938 in Tucson, Arizona; † 31. August 2018 in Detroit) war ein US-amerikanischer Jazzmusiker (Piano, Keyboard, Komposition) und Hochschullehrer.

## Leben und Wirken
Vreeland war in der Jazzszene von Detroit aktiv; ab den frühen 1970er-Jahren spielte er u. a. mit Larry Nozero (Inside Ourselves, 1970), Wendell Harrison, Phil Ranelin und The Lincoln Street Music Company. 1988 nahm Vreeland mit dem Altklarinettisten Marvin Kahn das Duoalbum Synesthesia auf; 1996 folgte in Triobesetzung das Album Forget the Fortune, Eat the Cookie (mit George Bennett, Schlagzeug). Mit seinem Keith Vreeland Trio entstand 2006 noch Ask Me Now (mit John Dana, Bass und Renell Gonsalves, Schlagzeug), auf dem er Jazzstandards wie  „Detour Ahead“, „Goodbye Pork Pie Hat“, „Whisper Not“ und „You Must Believe in Spring“ interpretierte. Im Laufe seiner Karriere, in der er sich auch als Komponist betätigte, spielte er außerdem mit Rahsaan Roland Kirk, Pharoah Sanders, Badal Roy und Joe Henderson. Im Bereich des Jazz war er zwischen 1970 und 2006 an zehn Aufnahmesessions beteiligt. Vreeland war zunächst als Designer am GM Tech Center tätig, anschließend Professor am College of Creative Studies, wo er 39 Jahre unterrichtete.

## Diskographische Hinweise
- Wendell Harrison & Phillip Ranelin: Message from the Tribe (1972)
- Sphere: Inside Ourselves (Strata Records, 1974), mit Eddie Nuccilli, Larry Nozero, Keith Vreeland, John Dana, Jimmy Peluso
- Phil Ranelin: The Time Is Now! (1974)
- Synchron: Synchron (Sagittarius A-Star, ed. 2012), mit Faruq Z. Bey, Ron English, John Dana, Leonard King